# Mussie Zerai
Mussie Zerai, também conhecido como Abba Mussie Zerai, Moses Zerai e Father [Padre] Moses (Asmara, Eritreia, 1975) é um sacerdote católico eritreu conhecido pelo seu trabalho em prol dos migrantes que cruzam o mar Mediterrâneo do Norte de África para a Europa no contexto da crise migratória na Europa.
Natural de Asmara, Zerai foi criado pela avó com mais sete irmãos depois da mãe ter morrido quando ele tinha cinco anos e o pai, preso pela polícia política, se ter exilado em Itália. Aos 14 anos, Zerai foi para Roma, onde pediu asilo, e obteve permissão de residência.
Durante três anos estudou com os Missionários Escalabrinianos em Piacenza e em 2003 trabalhou para a organização em Roma. 
Em 2006, Zerai foi co-fundador da Agenzia Habeshia, uma organização que trabalha para apoiar os requerentes de asilo e refugiados.
Foi ordenado sacerdote em 2010.
Desde 2012, Zerai tem vivido na Suíça, onde serve como sacerdote as comunidades etíope e eritreia. Foi primeiro nomeado para Friburgo e depois para Erlinsbach.
O Instituto Para a Pesquisa da Paz da Noruega nomeou Zerai para o Prémio Nobel da Paz de 2015.